# Kálócfa, Zala
Kálócfa  este un sat în districtul Lent, județul Zala, Ungaria, având o populație de 173 de locuitori (2011). 

## Demografie
Componența etnică a satului Kálócfa
     Maghiari (94,41%)
     Germani (5,59%)
Componența confesională a satului Kálócfa
     Romano-catolici (80,92%)
     Reformați (5,78%)
     Fără religie (2,31%)
     Necunoscută (10,98%)
Conform recensământului din 2011, satul Kálócfa avea 173 de locuitori. Din punct de vedere etnic, majoritatea locuitorilor (94,41%) erau maghiari, cu o minoritate de germani (5,59%).  Din punct de vedere confesional, majoritatea locuitorilor (80,92%) erau romano-catolici, existând și minorități de reformați (5,78%) și persoane fără religie (2,31%). Pentru 10,98% din locuitori nu este cunoscută apartenența confesională.